# Podabacia sinai
Podabacia sinai là một loài san hô trong họ Fungiidae. Loài này được Veron mô tả khoa học năm 2002.